# Tracy Camp
Tracy Camp es una Informático teórico estadounidense conocida por su investigación sobre Redes Inalámbricas. También se destaca por su liderazgo en la ampliación de la participación en informática. Fue copresidenta de CRA-W de 2011 a 2014 y copresidenta de ACM-W de 1998 a 2002.

## Biografía
Se licenció en matemáticas en el Kalamazoo College en 1987. Terminó su maestría en informática de la Universidad Estatal de Míchigan en 1989 y un doctorado en informática de la College of William and Mary en 1993. 
Luego se unió al Departamento de Ciencias de la Computación en la Universidad de Alabama como profesora asistente en 1993. En 1998 se mudó a la Escuela de Minas de Colorado como profesora asistente, y luego fue ascendida a profesora asociada en 2000 y profesora en 2007. 
En 2010-11, fue directora interina de Matemática e Informática y luego jefa interina de Ingeniería Eléctrica e Informática . En este papel, ella ayudó a dirigir esta reorganización de la universidad.
En la escuela de minas de Colorado la Doctora Camp lidera los esfuerzos de diversidad en Informático teórico en el sector minero, implementando estratégicamente actividades y mejoras en su departamento. En cinco años, el porcentaje de mujeres que se especializan en Informático teórico en el sector minero aumentó de 12.7% a 21.8% (un aumento de 71.6%) y  el porcentaje de estudiantes de grupos subrepresentados que se especializan en Informático teórico en el sector minero aumentó de 13.9% a 21.5% (un aumento del 54.7%).
Durante este período de cinco años, el número de mujeres aumentó de 29 a 148 (más de 5 veces) y el número de estudiantes de grupos subrepresentados aumentó de 30 a 146 (casi 5 veces).
Es miembro de ACM y miembro de Institute of Electrical and Electronics Engineers. Participó en el Programa Fulbright en Nueva Zelanda (en 2006), visitante distinguido en la Universidad de Bonn en Alemania (en 2010) y coordinadora principal en varios lugares, por ejemplo, en la séptima Conferencia Internacional sobre Sensores Inteligentes, Sensor Redes y procesamiento de la información en Australia, la tercera Conferencia internacional sobre herramientas y técnicas de simulación en España, y la decimonovena Conferencia nacional sobre comunicaciones celebrada en la India.

## Premios
En 2012 fue nombrada ACM miembro.
Sus otros premios notables incluyen:
- ACM Fellow (2012)[2]
- IEEE Fellow (2016)[3]